# Via Paolo Sarpi

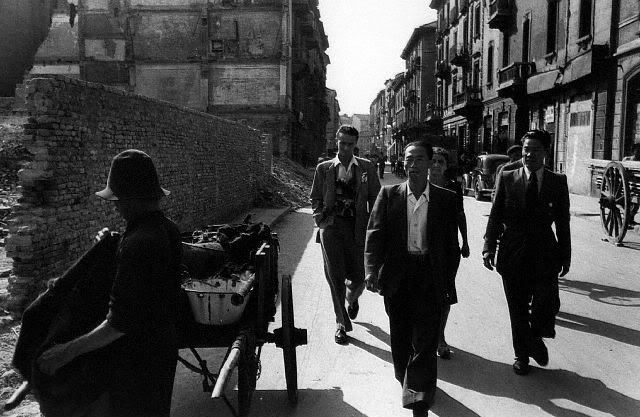
Via Paolo Sarpi in 1941

Via Paolo Sarpi is de Chinese straat van Milaan. De straat bestaat al vrij lang en is vernoemd naar Paolo Sarpi. Het ligt in de achtste zone van Milaan (Zona 8 di Milano).
De straat wordt bewoond door de werkende klasse. Veel migranten kwamen tijdens de twee wereldoorlogen naar Milaan, waaronder ook Chinezen. Ze verkochten in de straat zijden stropdassen. In de loop der jaren kwamen steeds meer Chinese migranten in deze straat wonen, vooral na eind jaren 1980. De meeste migranten komen uit de Oost-Chinese provincie Zhejiang.
Door de vele Chinezen in de straat wordt het ook wel Milaan Chinatown (Italiaans: quartiere cinese milanese) genoemd. Inmiddels is nog een van de tien winkels in de straat van een autochtone Italiaan. De straat heeft een aantal Chinese kapsalons en Chinese modewinkels. Chinese toko's, reisbureaus en restaurants zijn er in mindere mate.
Rond de kruisingen met de Via Bramante, Via Giovanni Battista Niccolini en Via Aleardo Aleardi komen steeds meer Chinese bedrijven.